# Survivor Series (2011)
Survivor Series 2011 a fost ce-a de-a douăzecișicincea ediție a pay-per-view-ului anual Survivor Series organizat de World Wrestling Entertainment. A avut loc pe data de 20 noiembrie 2011 în arena Madison Square Garden din New York City.

## Rezultate
- Dark match: Santino Marella l-a învins pe Jinder Mahal (05:35)
  - Marella l-a numărat pe Mahal după «The Cobra».
- Dolph Ziggler (c) l-a învins pe John Morrison păstrându-și campionatul WWE United States Championship (10:42)
  - Ziggler l-a numărat pe Morrison după un «Zig Zag».
- Beth Phoenix (c) a învins-o pe Eve Torres într-un Lumberjill match păstrându-și campionatul WWE Divas Championship (04:35)
  - Phoenix a numărato pe Eve după un «Glam Slam» de pe a doua coardă.
- Team Barrett (Cody Rhodes, Dolph Ziggler, Hunico, Jack Swagger și Wade Barrett) a învins Team Orton (Kofi Kingston, Mason Ryan, Randy Orton, Sheamus și Sin Cara) într-un 5-on-5 Survivor Series elimination match (22:10)
  - Barrett l-a eliminat pe Orton după un «Wasteland».
- Big Show l-a învins pe Mark Henry (c) prin descalificare pentru campionatul WWE World Heavyweight Championship (13:04) 
  - Henry a fost descalificat după un «Low Blow» iar a păstrat campionatul.
- CM Punk l-a învins pe Alberto del Rio (c) (însoțit de Ricardo Rodriguez) câștigând campionatul WWE Championship (17:16)
  - Punk l-a făcut pe Del Rio să cedeze cu o «Anaconda Vise».
- John Cena și The Rock i-au învins pe The Awesome Truth (The Miz și R-Truth) (21:33)
  - Rock l-a numărat pe Miz după un «People’s Elbow».
  - După meci, The Rock i-a aplicat un «Rock Bottom» lui Cena
  - Acesta a fost primul meci a lui The Rock după revenirea sa în WWE după 7 ani de absență.